# José Caetano Dias do Canto e Medeiros
José Caetano Dias do Canto e Medeiros (Ponta Delgada, 16 de Outubro de 1786 — Ponta Delgada, 23 de Outubro de 1858) rico terratenente e líder do liberalismo vintista na ilha de São Miguel, Açores.
No contexto da Guerra Civil Portuguesa alojou por duas vezes no seu palacete de Ponta Delgada (atual Tribunal de Contas) Pedro IV de Portugal durante a sua estadia em São Miguel.
Foi presidente da Câmara Municipal de Ponta Delgada e o mais influente político micaelense da primeira fase do liberalismo, a ele se devendo a divisão da Província dos Açores e a independência administrativa de São Miguel face ao governo de Angra.
Foi pai do bibliófilo e historiador Ernesto do Canto e do também bibliófilo e grande proprietário José do Canto.